# 3131 Mason-Dixon
3131 Mason-Dixon è un asteroide della fascia principale. Scoperto nel 1982, presenta un'orbita caratterizzata da un semiasse maggiore pari a 2,9236648 au e da un'eccentricità di 0,0434381, inclinata di 2,40354° rispetto all'eclittica.
L'asteroide è dedicato agli astronomi britannici Charles Mason e Jeremiah Dixon, che nel 1761 osservarono il transito di Venere dal Capo di Buona Speranza e tra il 1763 e il 1767 definirono la linea Mason-Dixon.